# Januariuskirche (Ossweil)

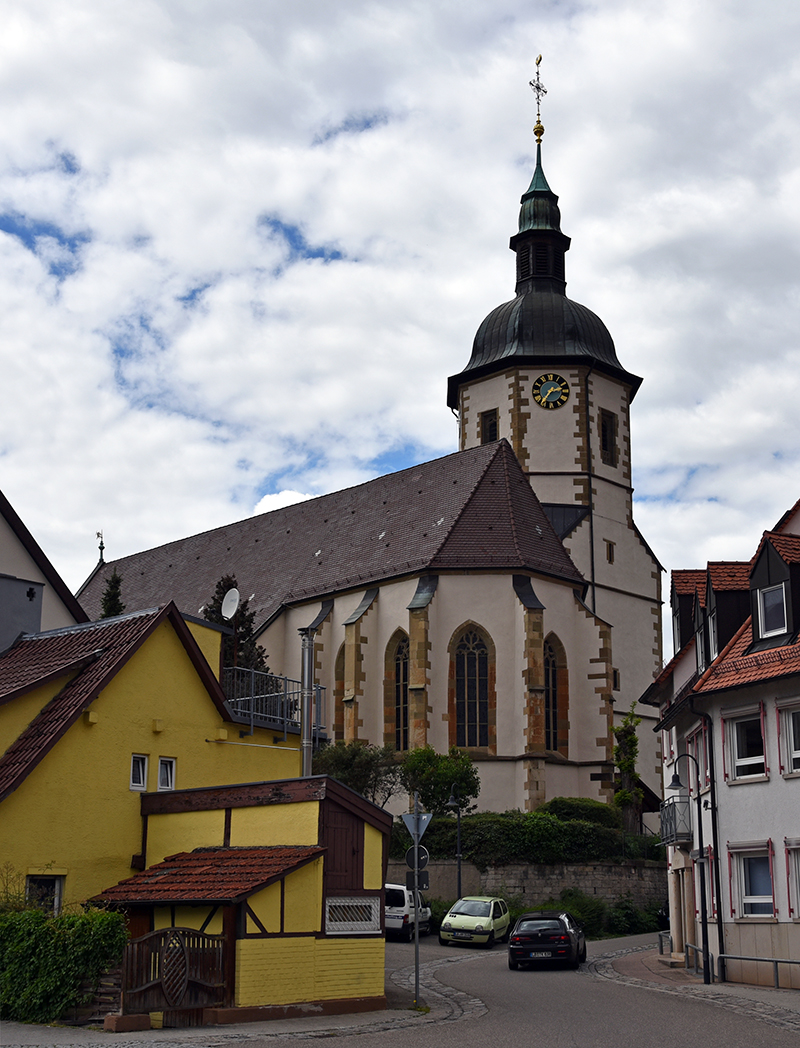
Januariuskirche in Ossweil

Die evangelische Januariuskirche steht in Oßweil, einem Stadtteil der Kreisstadt Ludwigsburg im Landkreis Ludwigsburg in Baden-Württemberg. Das Bauwerk ist beim Landesamt für Denkmalpflege Baden-Württemberg als Baudenkmal eingetragen. Die Kirchengemeinde gehört zum Kirchenbezirk Ludwigsburg in der Evangelischen Landeskirche in Württemberg.

## Beschreibung
Die spätgotische Saalkirche von 1491 wurde nach einem Entwurf von Hans von Ulm errichtet, wie durch Steinmetzzeichen nachgewiesen ist. Sie besteht aus einem Langhaus, einem eingezogenen, dreiseitig geschlossenen, von Strebepfeilern gestützten Chor im Osten und einem Chorflankenturm auf quadratischem Grundriss an der Nordwand des Chors, von dem Teile des Vorgängerbaus übernommen wurden. 1778 wurde er mit einem achteckigen Geschoss für die Turmuhr und den Glockenstuhl aufgestockt und mit einer Glockenhaube bedeckt, die von einer Laterne gekrönt ist.